# 贝尔纳黛特·伊萨克-西比耶
贝尔纳黛特·伊萨克-西比耶（法語：Bernadette Isaac-Sibille，1930年3月30日—2021年1月2日），法国政治人物，前国民议会议员。

## 生平
1930年生于里昂第五区。1977年当选区议会议员，1983年至1989年担任区长。1988年至2002年担任罗讷省第一选区法国国民议会议员。2021年1月2日逝世。